# Плацдарм «Голд»

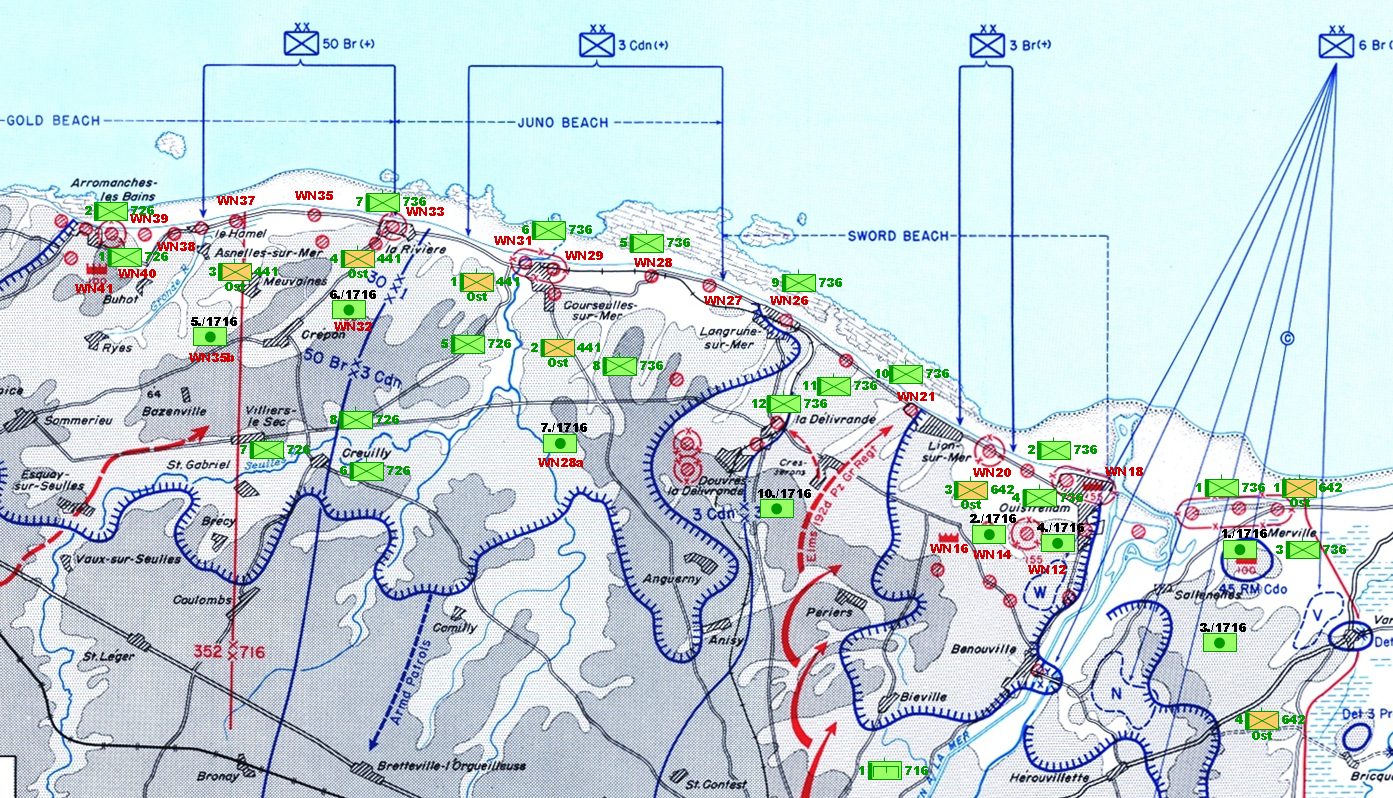
Карта районів берегової оборони, які утримувала 716-та німецька дивізія в смузі вторгнення союзників. Плацдарми «Голд», «Джуно» та «Сорд» (зліва направо)

Плацдарм «Голд» (англ. Gold Beach) — кодове найменування одного з п'яти секторів вторгнення союзників силами 30-го корпусу 2-ї британської армії 6 червня 1944 року на узбережжя окупованої нацистами території Франції в ході висадки в Нормандії часів 2-ї світової війни.

## Історія
50-та Нортемберійська піхотна дивізія, під командуванням генерал-майора Дугласа Александера Грехема, посилена підрозділами 79-ї бронетанкової дивізії і 8-ї танкової бригади, висаджувалася на узбережжі Франції між населеними пунктами Анель і Вер-сюр-Мер. Плацдарм «Голд» був роздільний на три основні сектори вторгнення (із заходу на схід):
- Айтем,
- Джиг (мав 2 зони: Грін і Ред),
- Кінг (також зони: Грін і Ред).

Головним завданням дивізії в зоні висадці було: з ходу опанувати узбережжя і, не припиняючи натиску продовжити наступ на південь — захопити Арроманш-ле-Бен, що грав ключову роль в планах спорудження штучних гаваней Малберрі, і надалі вийди до Байо, таким чином, перерізавши важливу транспортну артерію, що йде уздовж узбережжя, — дорогу на Кан. О 07:25 почалася висадка британців, через 50 хвилин після вторгнення сусідів з правого флангу — американських 1-ї і 29-ї піхотних дивізій.
Сильний фланговий вітер заважав організованій висадці військ, але в теж час протидесантні споруди і мінні поля німців виявилися покритими водою, і командування союзників негайно ухвалило рішення — почати висадку інженерної техніки, в першу чергу плавучих танків, не чекаючи доки вода спаде.
Перша хвиля десанту зазнала значних втрат, але завдяки своєчасно ухваленому рішенню, ініціатива була перехоплена і, скориставшись деяким замішанням з боку противника, англійці змогли з ходу увірватися на плацдарм. Цьому немало сприяла наявність на пляжах спеціальної броньованої техніки, під прикриттям якої десант зміг здолати першу лінію укріплень німецької 716-ї дивізії берегової оборони і просунутися углиб.
З моря наступ дивізії підтримував вогонь корабельної артилерії лінкора «Уоспайт», крейсерів «Аякс», «Аргонавт», «Емеральд», «Оріон» і крейсера французьких ВМС «Жорж Лейг». Долаючи запеклий опір, британці змогли до 16 годин оволодіти Амель, до 21 години Арроманш і вийти на околицю Байо і до кінця першого дня вторгнення міцно зміцнитися на захопленому плацдармі.
Завдання дня, таким чином, стояло перед дивізією напередодні операції, була успішно виконана.
Разом з морським десантом на узбережжі Франції, недалеко від Анель (Нор) висадився підрозділ британського спецназу, який мав бойове завдання, здійснивши 16-ти кілометровий марш-кидок по зайнятій противником території, захопити невелику гавань Пор-ан-Бессен-Юппен, що знаходиться на крайньому правому фланзі плацдарму «Голд». Гавань знаходилася у виключно зручному місці, розташованому між прямовисних крейдяних схилів узбережжя і грала значну роль у планах союзного командування, через виняткову цінність у системі постачання морського десанту надалі. Проте, спецназу не вдалося з ходу опанувати дану гавань і лише 8 червня, після кровопролитних боїв об'єкт був захоплений.